# Aizawa Takashi
Takashi Aizawa (sinh ngày 5 tháng 1 năm 1982) là một cầu thủ bóng đá người Nhật Bản.

## Sự nghiệp câu lạc bộ
Takashi Aizawa đã từng chơi cho Kawasaki Frontale, Cerezo Osaka, FC Machida Zelvia, Shimizu S-Pulse và Tokushima Vortis.